# Al Malikiya
Dêrik (arabe : المالكية al Mālikiya, syriaque : ܕܪܝܟ, Dayrik) est un chef-lieu de district situé dans la province d'Al-Hasaka en Rojava en Syrie. La ville est habitée par des Kurdes, des Assyriens, des Arabes et des Arméniens. Jusqu'au XXe siècle, le nom de la ville était le toponyme en kurde : Dêrik, mais le gouvernement syrien a changé son nom officiel en al Mālikiya lors de son programme d'arabisation,.

## Présentation
Ce district constitue le coin nord-est du pays. Le Tigre forme la frontière entre la Syrie, la Turquie et l'Irak. La population est assez diversifiée, comme cela est généralement le cas dans la province de Al-Hasaka. Elle est formée d'Assyriens, d'Arabes, de Kurdes et d'Arméniens. La population était de 26 311 lors du recensement de 2004.
Al-Malikiyah, dont le nom provient d'un officier de l'armée syrienne Adnan al-Malki, est aussi appelée Dayrik en syriaque. Les anciens occupants de la ville sont des Araméens, dont les ancêtres vivaient dans des villages turcs et qui ont fui après la Première Guerre mondiale.
La partie nord de la ville est habitée par des Kurdes musulmans, la partie sud par des chrétiens. La ville est un centre commercial habituellement fréquenté par les habitants des villages et villes alentour. Dêrik a bénéficié ces dernières années d'un important développement urbain et immobilier.
Dêrik était un centre pour le communisme dans les années 1950. Selon les renseignements du gouvernement britannique en 1950, le mouvement communiste parmi les Kurdes en Syrie était basé à Qamichli, avec des branches subordonnées à Ras al-Aïn, al-Darbasiyah (en), Amouda et Dêrik:437.
À partir des années 1990, Dêrik est devenu un centre clandestin du commerce d'armes à travers la frontière syro-turque. Le commerce des armes a été encouragé par les soulèvements kurdes en Irak et en Turquie depuis 1984. La contrebande transfrontalière dans la région concernait traditionnellement les moutons.
Pendant la guerre civile syrienne, Dêrik est passé sous le contrôle des unités de protection du peuple (YPG). Les manifestations contre les politiques oppressives de Hafez el-Assad et de son fils Bachar ont commencé au Kurdistan syrien en 2012. Le pouvoir du régime s'est effondré dans la région, et Dêrik et Qamichli sont passés sous le contrôle des YPG en juillet, peu après la prise de contrôle d'Amouda et d'Afrine et après que le PYD eut déjà pris le contrôle de Kobané le 19 juillet:814. Les YPG ont pris le contrôle administratif de plusieurs villes, villages, routes principales et postes frontaliers, dont Dêrik et Afrine:447. Administrativement, Dêrik faisait partie de la région de Qamichli (avec Qamichli lui-même, Amouda, Tirbesiye, Tell Hamis (en) et Tell Brak). En décembre 2016, avec la déclaration de la fédération démocratique du nord de la Syrie, Dêrik et le reste de la région de Qamichli ont été intégrés au nouveau canton de Jazira (en), avec l'ancienne région de Hassaké:449.

## Galerie

Nouvelle église orthodoxe syriaque - rue principale
Dôme de la nouvelle église
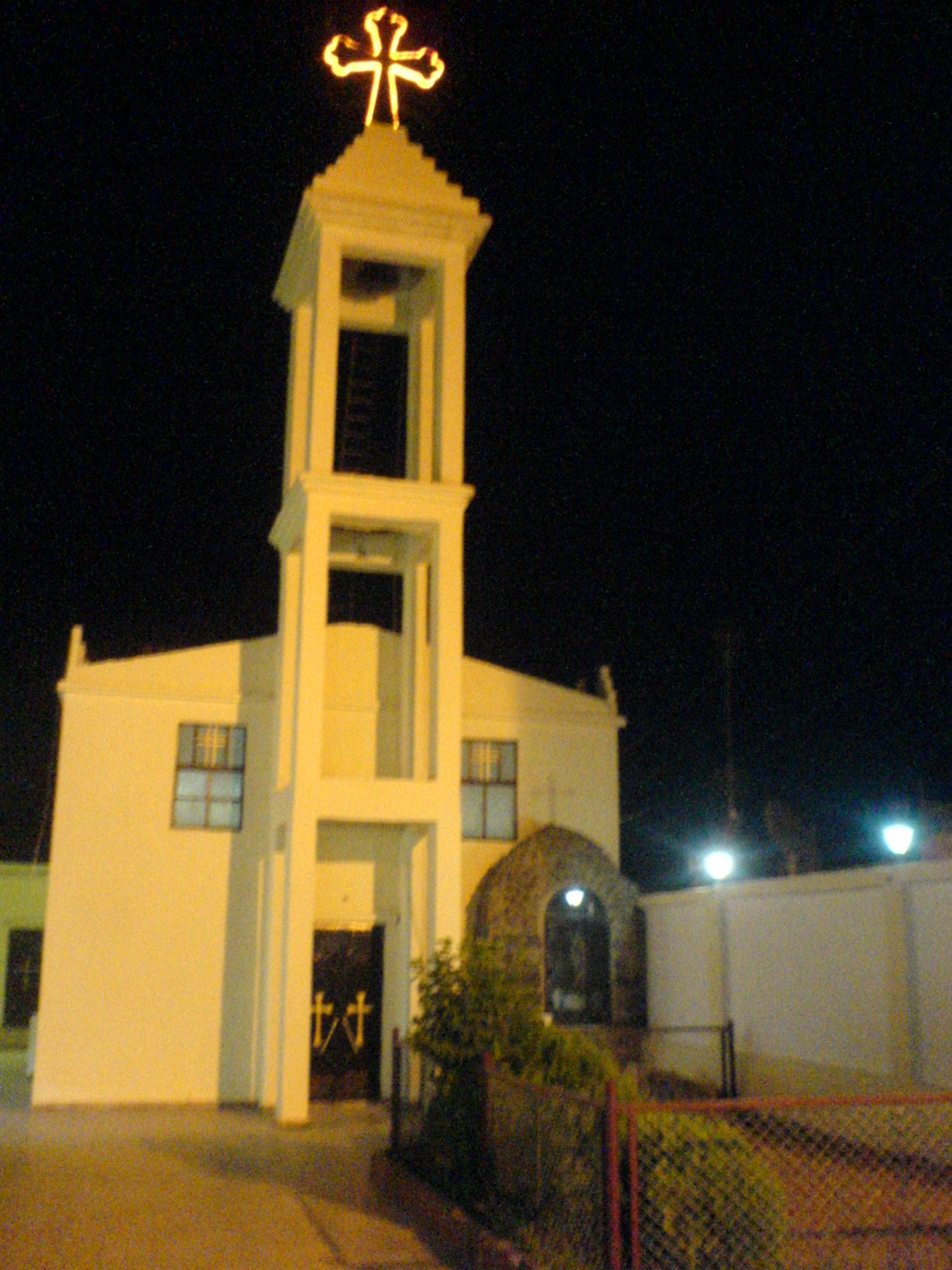
L'église chaldéenne
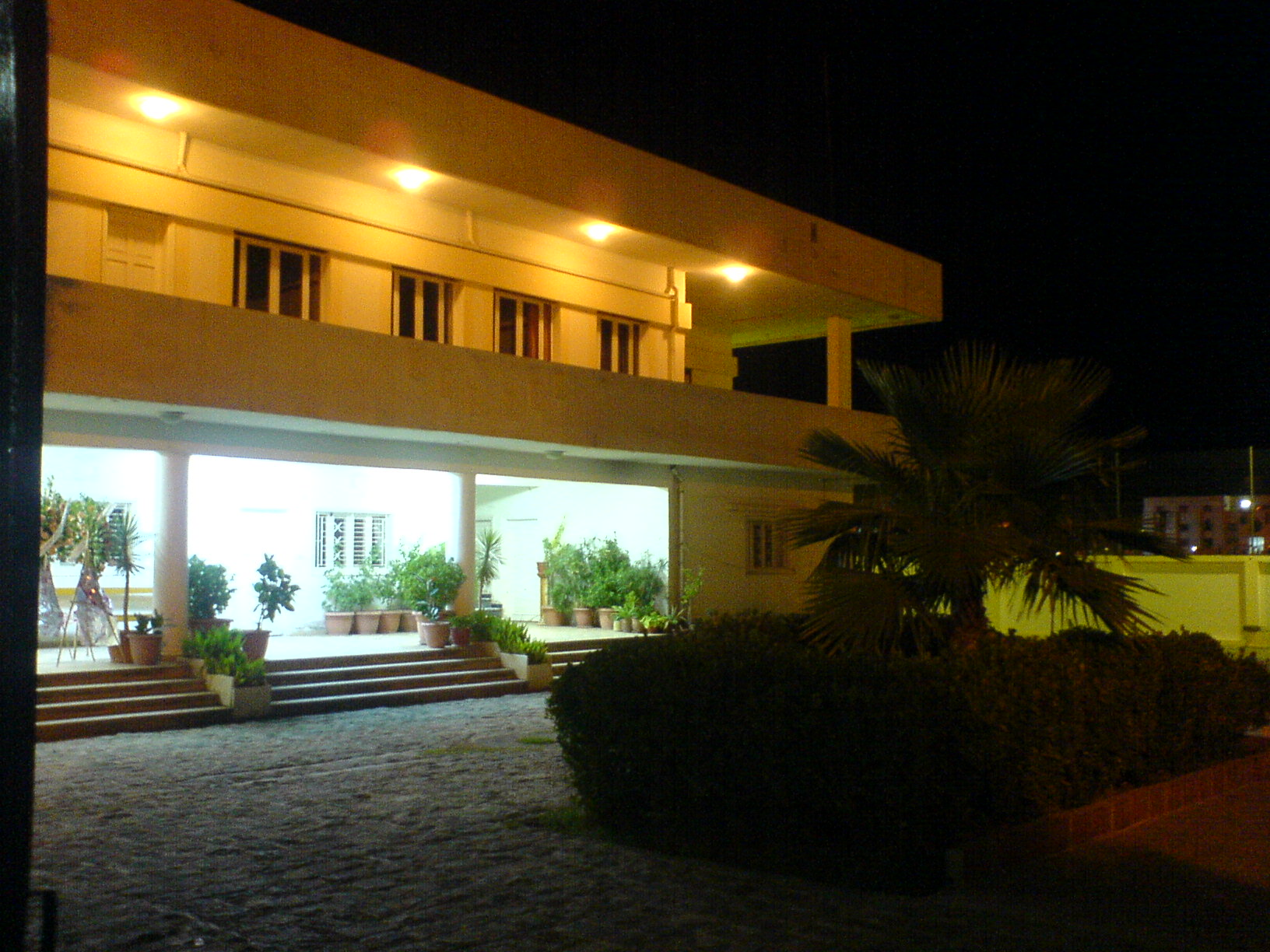
L'église chaldéenne et une école
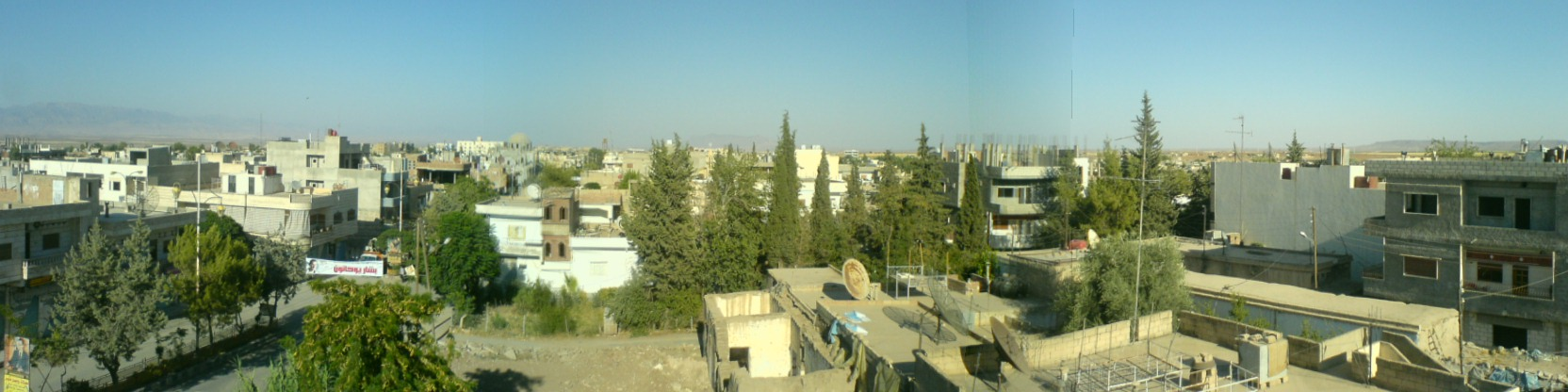
Vue sur l'est